# Ordine delle arti e delle lettere
L'ordine delle arti e delle lettere (Ordre des Arts et des Lettres, denominazione originale in lingua francese) è un ordine onorifico francese istituito il 2 maggio 1957 e gestito dal ministero della cultura.

## Storia
L'ordine fu istituito dal governo francese il 2 maggio 1957.
Il consiglio dell'Ordine consiste di dodici membri di diritto (in linea di principio i direttori generali del ministero della Cultura, degli archivi nazionali, della Biblioteca nazionale e dei musei di Francia) e 13 membri nominati dal ministro. L'ordine è destinato alle «persone che si sono distinte per le loro creazioni in campo artistico o letterario o per il contributo che essi hanno apportato alla diffusione delle arti e delle lettere in Francia e nel mondo».

## Classi
L'ordine dispone delle seguenti classi di benemerenza:
- Commendatore
- Ufficiale
- Cavaliere

| Insegne   | Insegne   | Insegne      |
| --------- | --------- | ------------ |
|           |           |              |
| Nastri    |           |              |
| Cavaliere | Ufficiale | Commendatore |

La prima classe non può essere attribuita ad artisti con meno di trent'anni o privi dei diritti civili. Le altre due classi sono attribuite a condizione di avere cinque anni di anzianità nel grado inferiore. A seguito di un decreto emanato il 5 maggio 1997, il numero di decorati annuali si è alzato a 450 cavalieri, 140 ufficiali e 50 commendatori.

## Insegne
- La medaglia è a otto punte, smaltata di verde e con bordi in oro per i commendatori e gli ufficiali, in argento per i cavalieri, il disco presenta sul dritto al centro le lettere "A" e "L" su uno sfondo smaltato di bianco, circondato da un anello d'oro decorato con la frase "République Française". Il rovescio presenta al centro la testa della Marianne su uno sfondo d'oro, circondato da un anello d'oro con la scritta "Ordre des arts et des lettres". Il distintivo da commendatore è sormontato da un anello dorato.
- Il nastro è verde con quattro strisce bianche.